# 샌미겔군 (뉴멕시코주)

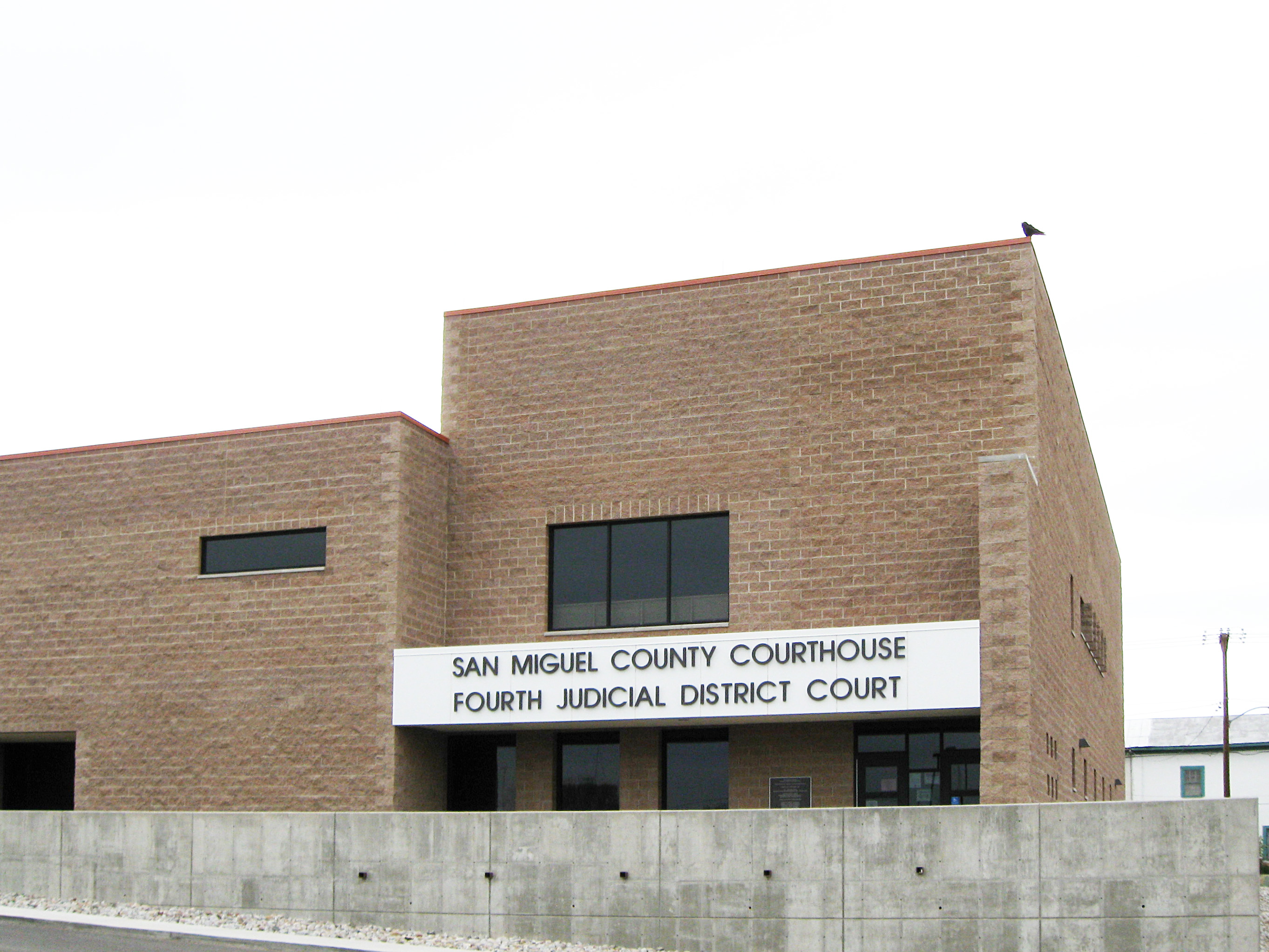

샌미겔군(San Miguel County)은 미국 뉴멕시코주 북동부에 있는 군이다. 2000년 현재, 인구는 30,126명이다. 군청 소재지는 라스베이거스이다.

## 지리
총면적은 12,265 km2(4,736 mi²)이다. 이 중 육지 면적은 12,217 km2(4,717 mi²)이고, 수면적은 48 km2(19 mi²)로, 수면적이 산미겔 군 면적의 0.39 %를 차지한다.

## 인구
| 인구조사                                                      | 인구   | Note  | %±     |
| ------------------------------------------------------------- | ------ | ----- | ------ |
| 1910년                                                        | 22,930 |       | —      |
| 1920년                                                        | 22,867 |       | −0.3%  |
| 1930년                                                        | 23,636 |       | 3.4%   |
| 1940년                                                        | 27,910 |       | 18.1%  |
| 1950년                                                        | 26,512 |       | −5.0%  |
| 1960년                                                        | 23,468 |       | −11.5% |
| 1970년                                                        | 21,951 |       | −6.5%  |
| 1980년                                                        | 22,751 |       | 3.6%   |
| 1990년                                                        | 25,743 |       | 13.2%  |
| 2000년                                                        | 30,126 |       | 17.0%  |
| 2010년                                                        | 29,393 |       | −2.4%  |
| 2019 (추산)                                                   | 27,277 | [ 1 ] | −7.2%  |
| U.S. Decennial Census 1790-1960 1900-1990 1990-2000 2010-2016 |        |       |        |

## 인접하는 군
- 북쪽: 모라 군
- 동쪽: 하딩 군
- 남동부: 콰이 군
- 남부: 과달루페 군
- 남서부: 토랜스 군
- 서부: 샌타페이 군